# Komisariat Straży Granicznej „Uście Ruskie”
Komisariat Straży Granicznej „Uście Ruskie” – jednostka organizacyjna Straży Granicznej pełniąca służbę ochronną na granicy polsko-czechosłowackiej w latach 1928–1939.

## Geneza
Na wniosek Ministerstwa Skarbu, uchwałą z 10 marca 1920 roku, powołano do życia Straż Celną. Proces tworzenia Straży Celnej trwał do końca 1922 roku. 
Komisariat Straży Celnej „Wysowa”, wraz ze swoimi placówkami granicznymi, wszedł w podporządkowanie Inspektoratu Granicznego Straży Celnej „Dukla”.
W drugiej połowie 1927 roku przystąpiono do gruntownej reorganizacji Straży Celnej. W praktyce skutkowało to rozwiązaniem tej formacji granicznej.
Rozkazem nr 5 z 16 maja 1928 roku w sprawie organizacji Małopolskiego Inspektoratu Okręgowego dowódca Straży Granicznej gen. bryg. Stefan Pasławski powołał komisariat Straży Granicznej „Gładuszów”, który przejął ochronę granicy od rozwiązywanego komisariatu Straży Celnej.

## Formowanie i zmiany organizacyjne
Rozporządzeniem Prezydenta Rzeczypospolitej Polskiej Ignacego Mościckiego z 22 marca 1928 roku, do ochrony północnej, zachodniej i południowej granicy państwa, a w szczególności do ich ochrony celnej, powoływano z dniem 2 kwietnia 1928 roku  Straż Graniczną.
Rozkazem nr 5 z 16 maja 1928 roku w sprawie organizacji Małopolskiego Inspektoratu Okręgowego dowódca Straży Granicznej gen. bryg. Stefan Pasławski przydzielił komisariat „Gładyszów” do Inspektoratu Granicznego nr 19 „Nowy Zagórz” i określił jego strukturę organizacyjną. 
Już 8 września 1828 dowódca Straży Granicznej rozkazem nr 6 w sprawie organizacji Małopolskiego Inspektoratu Okręgowego podpisanym w zastępstwie przez mjr. Wacława Szpilczyńskiego zmieniał organizację komisariatu i ustalał zasięg placówek. 
Rozkazem komendanta Straży Granicznej z 10 lipca 1929 w sprawach organizacyjnych powołano placówkę Straży Granicznej I linii „Radocyna”, zmniejszono obsadę placówki „Zdynia” do jednej drużyny i przeniesiono ją do Radocyna i ustalono nowe granice placówek. 
Rozkazem nr 7 z 25 września 1929 roku w sprawie reorganizacji i zmian dyslokacji Małopolskiego Inspektoratu Okręgowego komendant Straży Granicznej płk Jan Jur-Gorzechowski określił numer i nową strukturę komisariatu.
Rozkazem nr 1 z 27 marca 1936 roku  w sprawach [...] zmian w niektórych inspektoratach okręgowych, komendant Straży Granicznej płk Jan Jur-Gorzechowski wyłączył placówkę Straży Granicznej I linii „Radocyna” z komisariatu „Gładyszów” i włączył do komisariatu „Krempna”. Tym samym rozkazem przeniósł komisariat i placówkę II linii z Gładyszowa do Ujścia Ruskiego i przemianował posterunek SG „Regietów” na placówkę I linii.
Rozkazem nr 1 z 31 marca 1937 roku w sprawach [...] likwidacji i tworzenia placówek, komendant Straży Granicznej płk Jan Gorzechowski przeniósł placówkę I linii SG „Zdynia” do Koniecznej.
Rozkazem nr 13 z 31 lipca 1939 roku w sprawach [...] przeniesienia siedzib i zmiany przydziałów jednostek organizacyjnych, komendant Straży Granicznej gen. bryg. Walerian Czuma wydzielił placówkę I linii „Konieczna” z komisariatu „Ujście Ruskie” i przydzielił go do komisariatu „Krempna”.

## Służba graniczna
Sąsiednie komisariaty:
- komisariat Straży Granicznej „Muszyna” ⇔ komisariat Straży Granicznej „Jaśliska” − 1928
- komisariat Straży Granicznej „Muszyna” ⇔ komisariat Straży Granicznej „Krempna” − 1935[14]

## Funkcjonariusze komisariatu
| Kierownicy/komendanci komisariatu | Kierownicy/komendanci komisariatu | Kierownicy/komendanci komisariatu |
| stopień                           | imię i nazwisko                   | okres pełnienia służby            |
| --------------------------------- | --------------------------------- | --------------------------------- |
| podkomisarz                       | Rafał Sławoszewski                | – 20 X 1935 –                     |
| aspirant                          | Kazimierz Golanowski              | 8 V 1938 -                        |
| aspirant                          | Józef Tropaczyński                | 28 IX 1938 –                      |
| Zastępcy komendanta               |                                   |                                   |
| starszy strażnik podchorąży       | Stanisław Pszonka                 | 1 V 1939 –                        |

## Struktura organizacyjna

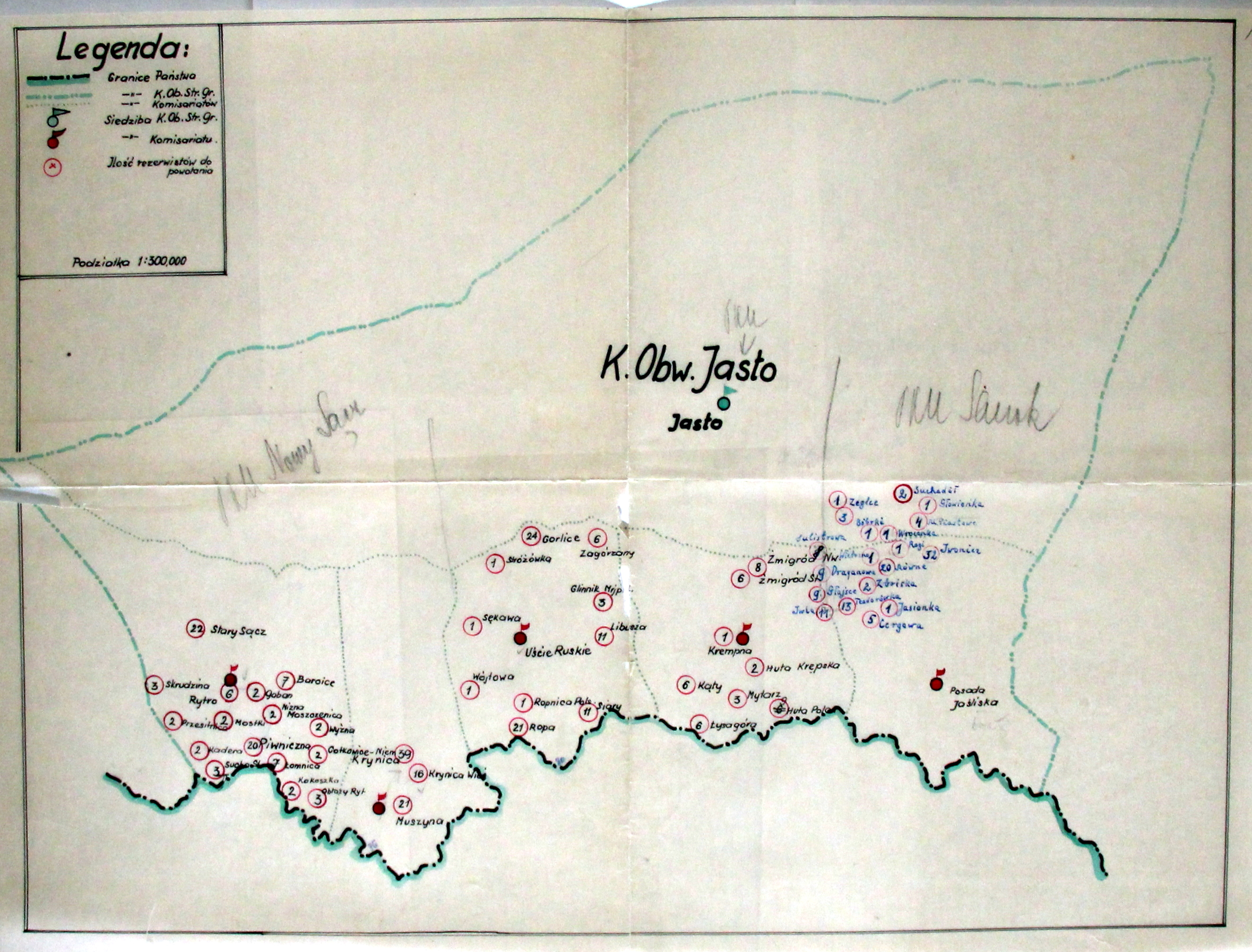
Szkic Obwodu SG „Jasło”

Organizacja komisariatu w maju 1928:
- komenda − Gładyszów
- placówka Straży Granicznej I linii „Wysowa”
- placówka Straży Granicznej I linii „Zdynia”
- placówka Straży Granicznej I linii „Ożenna”
- placówka Straży Granicznej II linii „Długie”
- placówka Straży Granicznej II linii „Gładyszów”

Organizacja komisariatu we wrześniu 1928:
- placówka Straży Granicznej I linii „Izby”
- placówka Straży Granicznej I linii „Wysowa”
- placówka Straży Granicznej I linii „Zdynia”
- placówka Straży Granicznej I linii „Grab”
- placówka Straży Granicznej II linii „Gładyszów”

Organizacja komisariatu we wrześniu 1929, w 1931, w 1935::
- 3/19 komenda − Gładyszów (48 km)
- placówka Straży Granicznej I linii „Izby”
- placówka Straży Granicznej I linii „Wysowa”
- placówka Straży Granicznej I linii „Zdynia”
- placówka Straży Granicznej I linii „Radocyna” → w 1937 przeniesiona do Koniecznej
- placówka Straży Granicznej II linii „Gładyszów”